# You Can't Stop the Girl
You Can't Stop the Girl è un singolo della cantante statunitense Bebe Rexha, pubblicato il 20 settembre 2019 come estratto dalla colonna sonora del film Maleficent - Signora del male.

## Video musicale
Il videoclip ufficiale della canzone, diretto da Sophie Muller, è stato reso disponibile il 15 ottobre 2019.